# IC 6
IC 6 је елиптична галаксија у сазвјежђу Рибе која се налази на листи објеката дубоког неба у Индекс каталогу.
Деклинација објекта је - 3° 16' 34" а ректасцензија 0h 18m 54,9s. Привидна величина (магнитуда) објекта IC 6 износи 13,5 а фотографска магнитуда 14,5. IC 6 је још познат и под ознакама MCG -1-1-75, PGC 1228.